# Hóspedes da Noite
Hospedes da noite es una película del año 2007.

## Sinopsis
En la época colonial, el Gran Hotel de Beira era el mejor hotel de Mozambique: 350 habitaciones, suites lujosas, una piscina olímpica… Actualmente, el edificio ruinoso, sin agua ni corriente eléctrica, alberga a 3.500 personas. Algunos llevan 20 años viviendo allí. Además de las habitaciones, también las antesalas, los pasillos, las zonas de servicio y los sótanos (donde siempre es de noche) han sido convertidos en habitáculos.